# Championnats d'Europe féminins de boxe amateur 2003
Navigation
Édition précédente Édition suivante
Les 2e championnats d'Europe de boxe amateur  féminins se sont déroulés du 11 au 17 mai 2003 à Pécs, Hongrie.
Organisées par l'European Boxing Confederation (EUBC), les compétitions se sont disputées dans 13 catégories de poids différentes.

## Résultats

### Podiums
| Catégories                   | Or                        | Argent              | Bronze                               |
| Poids pailles (-46 kg)       | Carmelia Negrea           | Yelena Sabitova     | Nikolett Simon Deyra Aktop           |
| Poids mi-mouches (-48 kg)    | Hulya Sahin               | Monika Csik         | Laura Tosti Svetlana Mirozhnitzhenko |
| Poids mouches (-50 kg)       | Simona Galassi            | Hasibe Özer         | Virginie Nave Tetyana Lebedyeva      |
| Poids super-mouches (-52 kg) | Viktoriya Rudenko         | Katrin Enoksson     | Angela Cannizzaro Dagmar Koch        |
| Poids coqs (-54 kg)          | Marzia Davide             | Yelena Karpacheva   | Alham Arsalane Kari Jensen           |
| Poids plumes (-57 kg)        | Henriette Birkeland-Kitel | Karolina Michalczuk | Svetlana Kulakova Myriam Chomaz      |
| Poids légers (-60 kg)        | Tatyana Chalaya           | Sonja Durr          | Areti Mastrodouka Ingrid Hegle       |
| Poids super-légers (-63 kg)  | Myriam Lamare             | Mariya Karlova      | Anastasiya Savinova Tehri Lukka      |
| Poids welters (-66 kg)       | Irina Sinetskaya          | Oleksandra Kozlan   | Kiymet Karpuzoglu Csilla Csejtei     |
| Poids super-welters (-70 kg) | Nurcan Çarkçi             | Karolina Łukasik    | Ivett Pruzsinsky Emilie Cuenin       |
| Poids moyens (-75 kg)        | Natalya Ragozina          | Anita Ducza         | Oana Strugaru Anna Laurell           |
| Poids mi-lourds (-80 kg)     | Anzhelika Torska          | Victoria Kovács     | Svetlana Andreyeva Mihaela Marcut    |
| Poids lourds (+80 kg)        | Maria Kovács              | Yuliya Gostraya     | Mariya Yaroskaya Adina Hossu         |

### Tableau des médailles
| Place | Pays              | Médaille d'or, Europe | Médaille d'argent, Europe | Médaille de bronze, Europe | Total |
| ----- | ----------------- | --------------------- | ------------------------- | -------------------------- | ----- |
| 1     | Russie            | 3                     | 3                         | 3                          | 9     |
| 2     | Ukraine           | 2                     | 2                         | 3                          | 7     |
| 3     | Turquie           | 2                     | 1                         | 2                          | 5     |
| 4     | Italie            | 2                     | 0                         | 3                          | 5     |
| 5     | Hongrie           | 1                     | 3                         | 3                          | 7     |
| 6     | France            | 1                     | 0                         | 4                          | 5     |
| 7     | Roumanie          | 1                     | 0                         | 3                          | 4     |
| 8     | Norvège           | 1                     | 0                         | 2                          | 3     |
| 9     | Pologne           | 0                     | 2                         | 0                          | 2     |
| 10    | Allemagne         | 0                     | 1                         | 1                          | 2     |
| 10    | Suède             | 0                     | 1                         | 1                          | 2     |
| 12    | Finlande          | 0                     | 0                         | 1                          | 1     |
| Total | 12 pays médaillés | 13                    | 13                        | 26                         | 52    |